# Naturschutzgebiet Stemmel

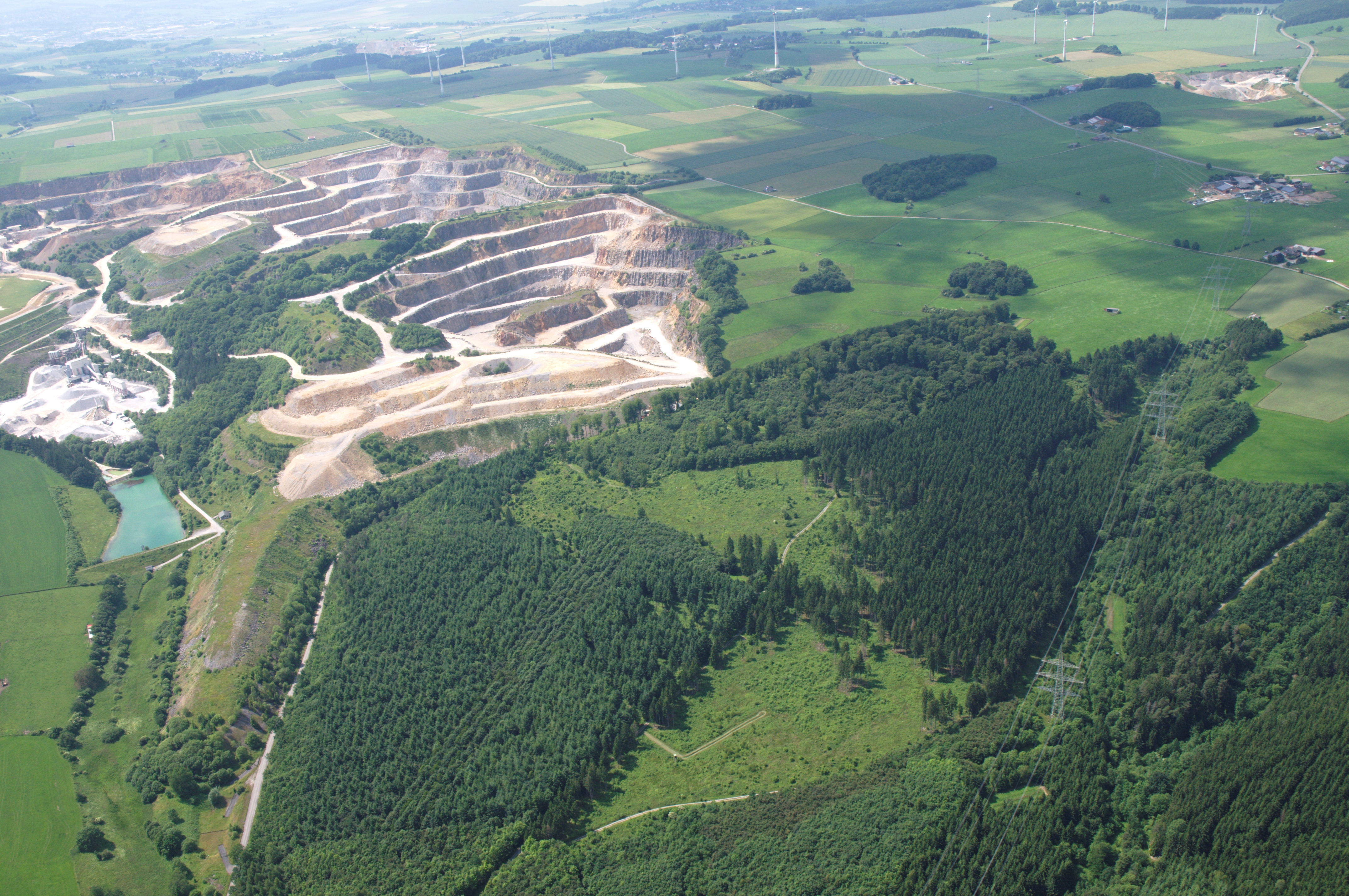
Naturschutzgebiet Stemmel rechts vom Steinbruch

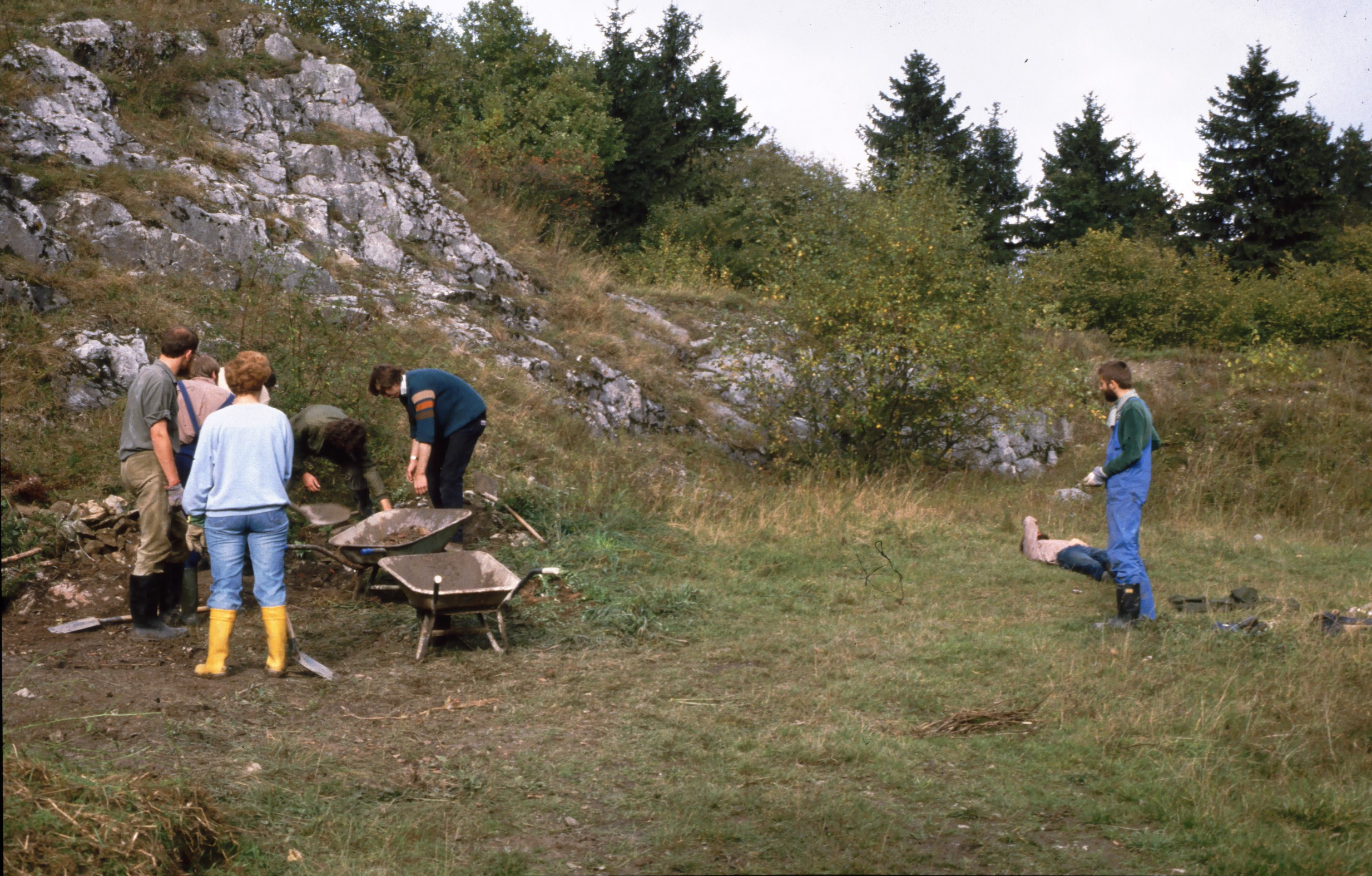
Arbeitseinsatz des VNV im Naturschutzgebiet 1985

Das Naturschutzgebiet Stemmel mit einer Größe von 3,4 ha liegt westlich von Madfeld im Stadtgebiet von Brilon. Das Gebiet wurde 2008 mit dem Landschaftsplan Hoppecketal durch den Hochsauerlandkreis als Naturschutzgebiet (NSG) ausgewiesen.

## Gebietsbeschreibung
Beim NSG handelt es sich um einen krautreichen Buchenmischwald und Gebüschstreifen mit Kalkfelsen und einem ehemaligen Kalksteinbruch mit strukturreichem Kleinrelief. Der Buchenwald liegt um den Bruch. Im ehemaligen Bruch liegt ein niedrigwüchsiger Gebüschbereich mit Hainbuchen mit zum Teil stark verzweigten Wuchs. Auf der Sohle des Steinbruchs gab es zum Zeitpunkt der Ausweisung einen artenreichen Kalkmagerrasen.
Im NSG kommen seltene Tier- und Pflanzenarten vor. Es wurden Pflanzenarten wie Acker-Witwenblume, Bärlauch, Breitblättriger Thymian, Echte Nelkenwurz, Echtes Johanniskraut, Kleiner Wiesenknopf, Kleines Habichtskraut, Magerwiesen-Margerite, Nickendes Leimkraut, Purgier-Lein, Salomonssiegel-Blattwespe, Scharfer Mauerpfeffer, Skabiosen-Flockenblume, Steife Wolfsmilch, Wald-Bingelkraut, Waldmeister und Wiesen-Glockenblume nachgewiesen.
Das NSG ist umgeben von intensiv genutztem Grünland.
Die Grünlandbereiche im NSG liegen seit den 1980er brach. Es gab dort 1985 einen Arbeitseinsatz des Verein für Natur- und Vogelschutz im Hochsauerlandkreis (VNV), um Müll und andere Ablagerungen zu entfernen.

## Schutzzweck
Das NSG soll den Wald mit dessen Arteninventar schützen. Wie bei allen Naturschutzgebieten in Deutschland wurde in der Schutzausweisung darauf hingewiesen, dass das Gebiet „wegen der Seltenheit, besonderen Eigenart und Schönheit des Gebietes“ zum Naturschutzgebiet wurde.
Der Landschaftsplan führt zum speziellen Schutzzweck auf: „Erhaltung ökologisch wertvoller Sekundärbiotope und der Habitate von vielen, teilweise gefährdeten Tier- und Pflanzenarten; Schutz des Gebietes aus erdgeschichtlichen Gründen und als markante geomorphologische Form, die die Briloner Kalkkuppenlandschaft prägt; Beseitigung bereits eingetretener Schädigungen zur Wiederherstellung und Optimierung des Refugialwertes des Gebietes für diverse Tier-und Pflanzenarten.“